# Ivan Aralica
Ivan Aralica (Puljani-Promina, 10 settembre 1930) è uno scrittore e saggista croato.

## Opere

### Romanzi e novelle
- Il fico (1956)
- C'è tempo per tutto (1967)
- L'infedele (1970)
- Tempeste a ciel sereno (1970)
- Filippo (1970)
- C'è qualcuno grigio e verde (1977)
- Viaggio senza sogno (1982)
- Le anime degli schiavi (1984)
- Il costruttore di locande (1986)
- Il segreto dell'aquila sarmatica (1996)

### Sceneggiature
- Gospa (1995)